# Gustav Wolff (Politiker, 1894)
Gustav Wolff (* 3. Februar 1894 in Annweiler am Trifels; † 4. Mai 1973 in Landau in der Pfalz) war ein deutscher Lehrer und Politiker (BVP, CDP/CDU).

## Leben
Wolff besuchte die Volksschule und das Gymnasium. Nach Studien am Lehrerseminar in Speyer war er von 1912 bis 1913 Aushilfslehrer und von 1914 bis 1915 Hilfslehrer. Zwischen 1915 und 1917 war er Soldat im Ersten Weltkrieg. Sein letzter Rang war Gefreiter. 1918 und 1919 arbeitete er als Schulverweser, von 1920 bis 1931 als Volksschullehrer und von 1931 bis 1946 als Hauptlehrer. Nach der Machtergreifung der Nationalsozialisten wurde er 1933 durch SA misshandelt und in Schutzhaft genommen. Von 1939 bis 1940 war ihm die kommissarische Leitung der Gaubundesgeschäftsstelle Landau des Reichsbunds der Körperbehinderten übertragen. Ab 1945 war er kommissarischer Leiter der Volksschule und der Berufs- und Handelsschule in Landau. 1948 wurde er Rektor. Von 1948 bis 1950 arbeitete er als Regierungsbibliothekar in der Staatskanzlei Rheinland-Pfalz wo er 1948 Regierungsrat wurde. Von 1950 bis 1952 war er Leiter des Presse- und Informationsamts der Bundesregierung in Bonn, bevor er von 1952 bis 1956 im Ministerium des Innern Rheinland-Pfalz und zwischen 1956 und 1959 als Oberregierungsrat bei der Bezirksregierung der Pfalz in Neustadt an der Weinstraße arbeitete.

## Politik
1918 trat er der Bayerischen Volkspartei bei. 1924 wurde er Stadt- und Bezirksvorsitzender der Zentrumspartei Landau und war von 1929 bis 1933 Stadtratsmitglied der Zentrumsfraktion in Landau. In der Zeit des Nationalsozialismus konnte er seine politische Arbeit nicht fortsetzen. Er wurde 1935 Mitglied der Nationalsozialistischen Volkswohlfahrt und von 1935 bis 1944 Mitglied des Nationalsozialistischen Lehrerbundes.
Nach dem Zweiten Weltkrieg war er von 1945 bis 1946 Bürgermeister in Landau. 1946 gehörte er der Beratende Landesversammlung an. Im Rahmen der Entnazifizierung lautete die ZSK-Entscheidung, er sei als Bürgermeister politisch nicht tragbar, solle aber im Dienst als Lehrer, jedoch nicht in leitender Stellung bei 6 Jahre Beförderungssperre verbleiben. Am 18. November 1946 wurde ergänzend die Versagung der politischen Wählbarkeit und am 22. November 1946 das Verbot der Berufsausübung auf ein Jahr festgestellt. Entsprechend wurde er am 8. Oktober 1946 seines Mandates in der Beratende Landesversammlung verlustig erklärt, er nahm aber weiter an Sitzungen teil. Mit Urteil der Spruchkammer Neustadt vom 7. November 1947 wurde die ZSK-Entscheidung aufgehoben und er war von weiteren politischen Säuberungsverfahren nicht betroffen.
1946 gehörte er zu den Mitbegründern der Christlich-Demokratischen Partei in Rheinhessen-Pfalz und ehrenamtlicher Geschäftsführer. Später war er Erster Vorsitzender der CDU Landau.
Daneben war er ab 1912 Mitglied des Katholischen Lehrervereins, ab 1919 Erster Vorsitzender des Katholischen Junglehrerbunds der Pfalz, Vorstand des Katholischen Lehrervereins der Pfalz und Landesvorstandsmitglied des Bayerischen Lehrerverbands.

## Auszeichnungen
- Bundesverdienstkreuz Erster Klasse (1972)
- Adenauer-Plakette